# Leopold, Prinț Ereditar de Anhalt
Leopold de Anhalt (18 iulie 1855 – 2 februarie 1886), a fost prinț german din Casa de Ascania. Din 1871 până la moartea sa a fost moștenitor al ducatului de Anhalt.

## Biografie
Prințul Leopold s-a născut la 18 iulie 1855 la Dessau ca primul copil al Prințului Ereditar Frederic de Anhalt-Dessau-Köthen și a soției acestuia, Prințesa Antoinette de Saxa-Altenburg. A fost numit după bunicul patern, Ducele Leopold de Anhalt-Dessau-Köthen.
În 1863 bunicul său, Ducele Leopold, a devenit Duce al ducatului unit de Anhalt după ce a moștenit toate teritoriile Anhalt  în urma decesului ducelui de Anhalt-Bernburg. La 22 mai 1871, Ducele Leopold a murit și tatăl lui Leopold i-a succedat ca Duce de Anhalt. Acum Leopold a devenit prinț ereditar al ducatului.

În toamna anului 1883, prințul ereditar Leopold a cerut-o de soție pe Prințesa Victoria a Prusiei, fiica Prințului Moștenitor Frederic al Prusiei și a Prințesei Victoria a Marii Britanii. Cererea a fost refuzată. În aprilie 1884 Friedrich von Holstein a înregistrat acesta:
„Prințesa Viktoria – sau mama ei – a refuzat cererea Prințului Ereditar de Anhalt de toamna trecută.”

La sfârșitul lunii decembrie a anului 1883 Leopold s-a logodit cu Prințesa Elisabeta de Hesse-Kassel, fiica cea mare a Prințului Frederic Wilhelm de Hesse și a Prințesei Ana a Prusiei. Când a auzit de logodnă, regina Victoria, a cărei fiică aparent n-a informat-o pe mama ei că a respins cererea în căsătorie, a scris::
„dar regret că nu l-ai luat în considerare ca rezervă pentru Vicky dacă speranțele ei de fond nu s-ar realiza.”
Leopold și Elisabeta s-au căsătorit la 26 mai 1884 la Schloss Philippsruhe din Hanau.Ei au avut o singură fiică, Antoinette (1885-1963), care s-a căsătorit la 26 mai 1909 cu Prințul Frederic de Schaumburg-Lippe.
La maia puțin de un an de la nașterea fiicei sale, Leopold a murit pe neașteptate la Cannes la 2 februarie 1886 la numai 30 de ani. Cum el nu a avut fii, a fost succedat ca prinț ereditar de fratele său mai mic, Frederic, care în cele din urmă a devenit Ducele Frederic al II-lea de Anhalt. 
Prințesa Elisabeta nu s-a recăsătorit niciodată și a murit la Dessau la 7 ianuarie 1955.